# Paul Hermann Scherrer
Paul Hermann Scherrer (Sankt Gallen, 3. veljače 1890. – Zürich, 25. rujna 1969.), švicarski fizičar. Profesor fizike u Zürichu (od 1916. do 1960.) i ravnatelj Fizikalnog instituta Sveučilišta u Zürichu (od 1920. do 1960.). Bavio se istraživanjem kristalne strukture praškastih uzoraka ogibom rendgenskih zraka, pa je zajedno s P. Debyeom Peter Debye razvio jednu od metoda rendgenske strukturne analize (Debye-Scherrerova metoda, 1916.). Godine 1946. bio je izabran za predsjednika Švicarske komisije za atomsku energiju.

## Otkriće rendgenskih zraka
W. C. Röntgen objavljuje 1895. da je u modificiranoj Crookesovoj cijevi otkrio nevidljive zrake koje izazivaju fluorescenciju, prolaze kroz materiju, te se ne otklanjaju u magnetskom polju. Röntgen je te zrake nazvao X-zrake zbog njihove nepoznate prirode. Iako se poslije pokazalo da su takve zrake već bile uočene u nekim pokusima, na primjer Nikola Tesla proizveo ih je djelovanjem električnog polja visoke frekvencije, Röntgen ih je prvi istražio, primijenio i shvatio njihovu prirodu. Te se zrake proizvode u posebnim cijevima koje se zovu rendgenske cijevi.
Röntgen je odmah uočio mnoge sličnosti s vidljivom svjetlošću. Rendgenske zrake se šire u pravcima, bacaju oštre sjene, djeluju na fotografsku ploču i u nekim tvarima izazivaju fluorescenciju. Ali po nekim svojstvima činilo se da se razlikuju od vidljive svjetlosti. Zapazio je njihovu izvanrednu prodornost, i nije ih mogao sabiti s lećom u žarište, a pokusi s lomom svjetlosti (refleksija) i refrakcijom novih zraka nisu mu uspjeli. Tek kada je 1912. Max von Laue dokazao da rendgenske zrake mogu ogibati (difrakcija), postalo je jasno da su one transverzalni elektromagnetski valovi, kao i vidljiva svjetlost, od koje se razlikuju po mnogo kraćim valnim duljinama.
Otkriće rendgenskih zraka nastalo je s ispitivanjem katodnih zraka. Röntgen je 1895. opazio da iz mjesta na koje padnu katodne zrake izlaze neke zrake. Nove zrake pokazuju slične osobine s elektromagnetskim valovima. One se ne daju svinuti električnim ili magnetskim poljima, nisu dakle struje nabijenih električnih čestica. Iz ovih osobina Röntgen je zaključio da su nove zrake valovi. Kasnije ispitivanje potpuno je potvrdilo ovo mišljenje. Deset godina poslije Röntgenova otkrića uspio je C. B. Barkla proizvesti polarizirane rendgenske zrake. Polarizacija bila je znak da su rendgenske zrake transverzalni valovi.
Konačno se to pitanje moglo riješiti tek otkrićem interferentnih i ogibnih pojava. Međutim, tu su sva nastojanja ostala dugo vremena uzaludna. Svi optički aparati pokazali su se pregrubi. Valna duljina rendgenskih zraka morala je biti vrlo sitna. Tad je M. Laue 1912. došao na sretnu ideju da interferencije izazove prolaskom rendgenskih zraka kroz kristal. U kristalu su atomi poredani u pravilnim razmacima, i takav raspored atoma mora djelovati kao optička mreža na one valove kojima je valna duljina otprilike jednaka razmaku između atoma. Pokusi su potpuno potvrdili Laueova očekivanja. Prolazeći kroz kristale, rendgenske zrake bacaju slične ogibne slike kao i vidljiva svjetlost kad prođe kroz optičku mrežu. Iz same ogibne slike može se po zakonima optike proračunati valna duljina rendgenskih zraka, kao i razmak između atoma u kristalnoj rešetki. 
Od obične svjetlosti rendgenske se zrake razlikuju mnogo manjom valnom duljinom. Valne duljine rendgenskih zraka po tisuću puta su manje od vidljive svjetlosti. Kratka valna duljina daje rendgenskim zrakama veliku prodornost. One mogu nesmetano prolaziti kroz tanke listiće materije. Tek prolazom kroz deblje slojeve bivaju zrake postepeno apsorbirane. Apsorpcija rendgenskih zraka jako zavisi od vrste tvari. Jače ih apsorbiraju elementi s većom atomskom težinom. Tako olovo znatno jače prigušuje rendgenske zrake od lakog vodika ili kisika. Na tom svojstvu osniva se primjena rendgenskih zraka u medicini. Kosti živih bića građene su pretežno od kalcija, dok se meso sastoji ponajviše od ugljika, vodika i kisika. Budući da kalcij apsorbira rendgenske zrake mnogo jače od ugljika, vodika i kisika, to prolazom kroz organizam ostavljaju rendgenske zrake na fotografskoj ploči slike kostiju, kao i ostalih osobitih tvari, na primjer žučnih kamenaca.
Rendgenske zrake nastaju udarom katodnih zraka na čvrste tvari na metale. Kad prolaze pored atomskih jezgri, elektroni bivaju zakočeni, a tom prilikom emitiraju svjetlost. Po Maxwellovoj teoriji svako usporavanje električnih naboja praćeno je emisijom elektromagnetskih valova. Što su veće početne brzine i što su elektroni naglije zakočeni, to prodornije rendgenske zrake emitiraju. Rendgenske zrake koje nastaju kočenjem elektrona imaju kontinuirano raspodijeljene frekvencije (takozvana bijela rendgenska svjetlost). 
U Lauevu pokusu prolazi bijela rendgenska svjetlost kroz kristal i ostavlja na fotografskoj ploči ogibnu sliku. Svijetle točke na Laueovu dijagramu odgovaraju rendgenskim zrakama s točno određenom valnom duljinom. Prolazeći kroz kristal, nije rendgenska zraka svake valne duljine sposobna da interferira. Kristalna rešetka "odabire" iz kontinuuma valnih duljina one koje se prilagođuju prostornom rasporedu njenih čvorišta. Laueov pokus ustvari je vrlo zamršen i ne da se tako lako odgonetati.
Pregledniji su odnosi kod modifikacije Lauova pokusa, koju je izveo W. H. Bragg. Tu interferiraju rendgenske zrake, koje se "reflektiraju" na kristalu. Kristal neka je tako rezan da njegova granica teče paralelno s ravninama simetrije kristala. Kod grafita to su ravnine u kojima su atomi gusto poredani u pravilne šesterokute. Kad rendgenske zrake padnu na kristal, tad se jedan dio reflektira već na samoj granici, a drugi dio ulazi u kristal. Taj dio opet se djelomično reflektira na prvoj paralelnoj ravnini simetrije kristala, a djelomično ulazi dublje u kristal. Na taj način reflektiranu rendgensku zraku sastavljaju one zrake, koje su reflektirane na prvoj, drugoj, trećoj ravnini i tako dalje. Superpozicijom tih zraka može se rendgenska svjetlost oslabiti ili pojačati. Ako je razlika u putovima zraka između dviju kristalnih ravnina jednaka valnoj duljini ili cijelom broju valnih duljina, tad se sve reflektirane zrake sastavljaju s istom fazom. Imamo pojačanje. 
Razmak između dviju ravnina simetrije označit ćemo s d. Kut zrake s granicom kristala označit ćemo s θ. Između zrake koja se reflektira na granici kristala i zrake koja se reflektirala na prvoj paralelnoj ravnini postoji razlika u putovima jednaka 2∙d∙sin θ. Najveća (maksimalna) jakost (intenzitet) rendgenskih zraka dobiva se tamo, gdje je:
{\displaystyle 2\cdot d\cdot \sin \theta =n\cdot \lambda }
gdje je: n = 1, 2, 3, … 
Zbog svoje velike prodornosti, rendgenske se zrake reflektiraju na velikom broju ravnina, pa se znatna jakost (intenzitet) dobiva tamo gdje je točno ispunjen Braggov uvjet. Inače, superpozicijom mnoštva valova različitih faza rendgenske zrake se ugase. 
Bacimo li bijelu rendgensku zraku pod određenim kutom na kristal, dobivamo reflektirane zrake samo određene valne duljine. Prilike su tu slične Laueovu pokusu. Prednost Braggove metode vidi se tek jasno kad se uzmu monokromatske rendgenske zrake. Kut θ, pod kojim padaju rendgenske zrake na kristal, može se u pokusu lako mijenjati. Kad rendgenske zrake određene valne duljine padnu na kristal, opazit će se refleksija samo kod određenih kutova θ. Ti kutovi odgovaraju Braggovu uvjetu za n = 1, 2, 3, … i tako dalje. Motreći ove određene kutove refleksije, možemo izmjeriti valnu duljinu rendgenskih zraka ili razmak između ravnina u kristalu. Na ovaj način odredio je Bragg prvi put razmak između atoma u kristalu kuhinjske soli. 
Na osnovu Braggova uvjeta mogu se izgraditi posebni aparati za mjerenje rendgenskih spektara. Često se upotrebljava rendgenski spektrograf s kristalom koji se vrti. Kroz uski otvor baci se na kristal oštri snop rendgenskih zraka. Vrtnjom kristala mijenja se kut θ. Imamo li rendgenske zrake tek nekoliko valnih duljina, ta se refleksija opaža samo kod nekih određenih kutova kristala. Imamo li bijelu rendgensku svjetlost, to nam osvjetljenje filma daje sprektralnu raspodjelu energije na valne duljine. 
Jednu drugu metodu za ispitivanje kristalnih struktura pomoću rendgenskih zraka pronašli su P. Debye i P. H. Scherrer. Njihova metoda u neku ruku je obrat Laueova pokusa. Dok Laue pušta bijelu rendgensku svjetlost kroz pravilni kristal, Debye i Scherrer došli su na ideju da monokromatske rendgenske zrake puste kroz zbijenu kristalnu prašinu. Ona se sastoji od mnoštva sitnih kristala, koji su nasumce razbacani u svim smjerovima. Prolaze li monokromatske rendgenske zrake kroz mnoštvo kristalića, naići se na niz kristalnih ravnina, kod kojih je ispunjen Braggov uvjet. Ne "bira" tu kristal određene valne duljine, kao kod Laueova pokusa, nego monokromatska svjetlost "bira" kristaliće, na kojima se može reflektirati. Tih kristalića ima u kaotičnom mnoštvu uvijek dovoljan broj da se dobije mjerljiva jakost (intenzitet) rendgenskih zraka. Prednost je Debye-Scherrerove metode u tome što joj nisu potrebni veliki pravilni kristali.
Rendgenoskopskim metodama osvijetljena je struktura čvrstog tijela. Kristalna rešetka sa svom geometrijskom pravilnošću odražava se u rendgenskoj svjetlosti. No pored toga može se na osnovu rendgenskih snimaka dobiti i uvid u strukturu iona ili molekula koji izgrađuju kristalne rešetke. Rendgenoskopske metode postaju sve više najmoćnijim sredstvom kemičara za proučavanje materije.